# Michael Somes
Michael Somes (28 de septiembre de 1917 - 18 de noviembre de 1994) fue un bailarín de ballet británico, primer bailarín y director asistente del Ballet Real (formalmente el Ballet del Sadler's Wells) de Londres.
Nació en Horsely, Gloucestershire, Inglaterra. En 1934 recibió la primera escolaridad dada a un hombre por la Sadler's Wells School. 
Su extenso repertorio incluye varios roles principales, a menudo como partner de Margot Fonteyn, tanto en ballet clásico como contemporáneo. Murió en Londres.